# (7039) Yamagata
(7039) Yamagata est un astéroïde de la ceinture principale.

## Description
(7039) Yamagata est un astéroïde de la ceinture principale. Il fut découvert le 14 avril 1996 à Nanyo par Tomimaru Okuni. Il présente une orbite caractérisée par un demi-grand axe de 2,40 UA, une excentricité de 0,15 et une inclinaison de 6,6° par rapport à l'écliptique.

## Compléments